# Balta fragilis
Balta fragilis är en kackerlacksart som beskrevs av Morgan Hebard 1943. Balta fragilis ingår i släktet Balta och familjen småkackerlackor. Inga underarter finns listade.